# Tricaina metansolfonato
La tricaina metansolfonato o MS-222 è un miorilassante che opera prevenendo la formazione di potenziali d'azione. Con il loro annullamento, nessun segnale può essere scambiato tra il sistema nervoso centrale e le estremità; vengono escluse le informazioni sensoriali e i comandi motori, bloccando quindi la maggior parte dei muscoli.
L'MS-222 viene utilizzato per anestetizzare o eutanizzare i pesci durante gli esperimenti di laboratorio. Il pesce viene posto in una vaschetta contenente una soluzione acquosa della sostanza ed estratto dopo aver raggiunto la perdita di equilibrio; in caso di anestesia, per far riprendere il pesce è sufficiente trasferirlo in una vaschetta di mantenimento riempita di acqua ben ossigenata e non medicata, mantenuta alla corretta temperatura ottimale della specie.